# 陰陽師0
《陰陽師0》是2024年日本時代劇電影，改編自夢枕獏創作的小說《陰陽師》系列，由佐藤嗣麻子編劇及執導，山崎賢人主演，染谷將太、奈緒、安藤政信、村上虹郎、板垣李光人、國村隼、北村一輝以及小林薰共演。

## 演員
- 山崎賢人：安倍晴明
- 染谷將太：源博雅
- 奈緒：徽子女王
- 安藤政信：平郡貞文
- 村上虹郎：橘泰家
- 板垣李光人：帝
- 國村隼：賀茂忠行
- 北村一輝：惟宗是邦
- 小林薰：藤原義輔
- 津田健次郎：旁白

## 製作人員
- 原作：夢枕獏《陰陽師》（文藝春秋）
- 劇本、監督：佐藤嗣麻子
- 音樂：佐藤直紀
- 主題曲：BUMP OF CHICKEN〈邂逅〉（TOY'S FACTORY）
- 製作：山田邦雄、木下直哉、飯窪成幸、長瀨俊二郎
- 企劃：濱名一哉
- 執行製片人：關口大輔
- 製片人：守屋圭一郎
- 攝影：佐光朗
- 照明：加瀨弘行
- 美術：林田裕至、愛甲悅子
- 錄音：豬股正幸
- 剪輯：穗垣順之助
- 服裝設計：伊藤佐智子
- 髮妝：新井健生
- 假髮：濱中尋吉
- 裝飾：松下利秀
- 選角：梅本竜矢
- VFX製作人：井上浩正
- VFX監察：吉田裕行
- 色彩監督：石山将弘
- 音效設計：柴崎憲治
- 整音：阿部茂
- 製作統籌：森太郎
- 監督補佐：山本透
- 副監督：
- 製作擔當：相川真範
- 動作監督：園村健介
- 咒術監修：加門七海
- 製片商：ROBOT
- 發行：日本華納兄弟
- 製作：電影《陰陽師0》製作委員會

## 外部連結
- 陰陽師官方網站 （日語）
- 陰陽師0的X（前Twitter） （日語）
- 陰陽師0的Instagram帳戶 （日語）
- 陰陽師0的TikTok （日語）